# Amadeu Amenós i Roca
Amadeu Amenós i Roca (Igualada, 13 de juny de 1875 - 15 de febrer de 1964) fou un sacerdot, estudiós i escriptor català.

## Biografia

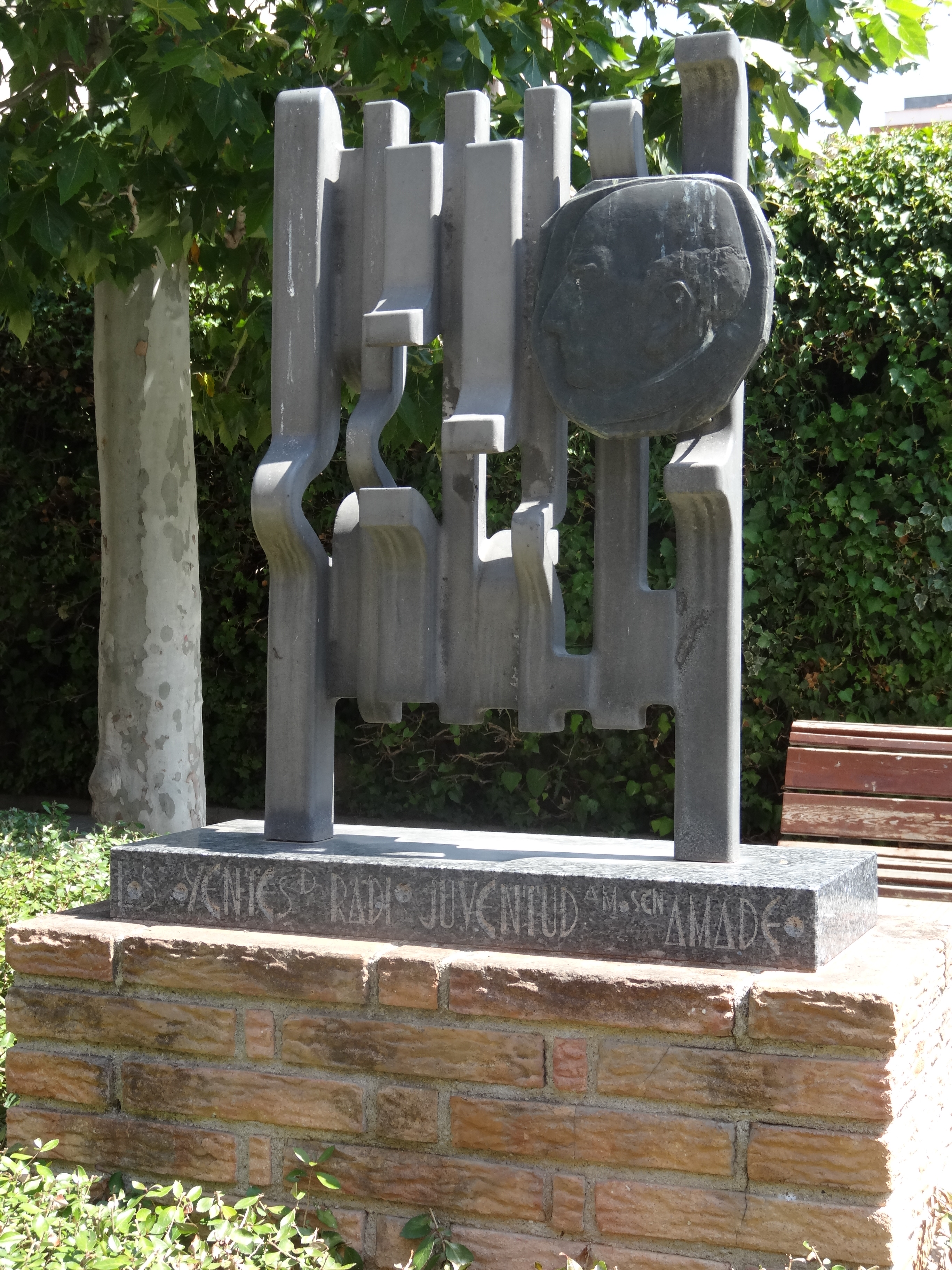
Monument del oients de "Radio Juventud" dedicat a Mossèn Amadeu Amenós. Situat al carrer Cardenal Vives d'Igualada.

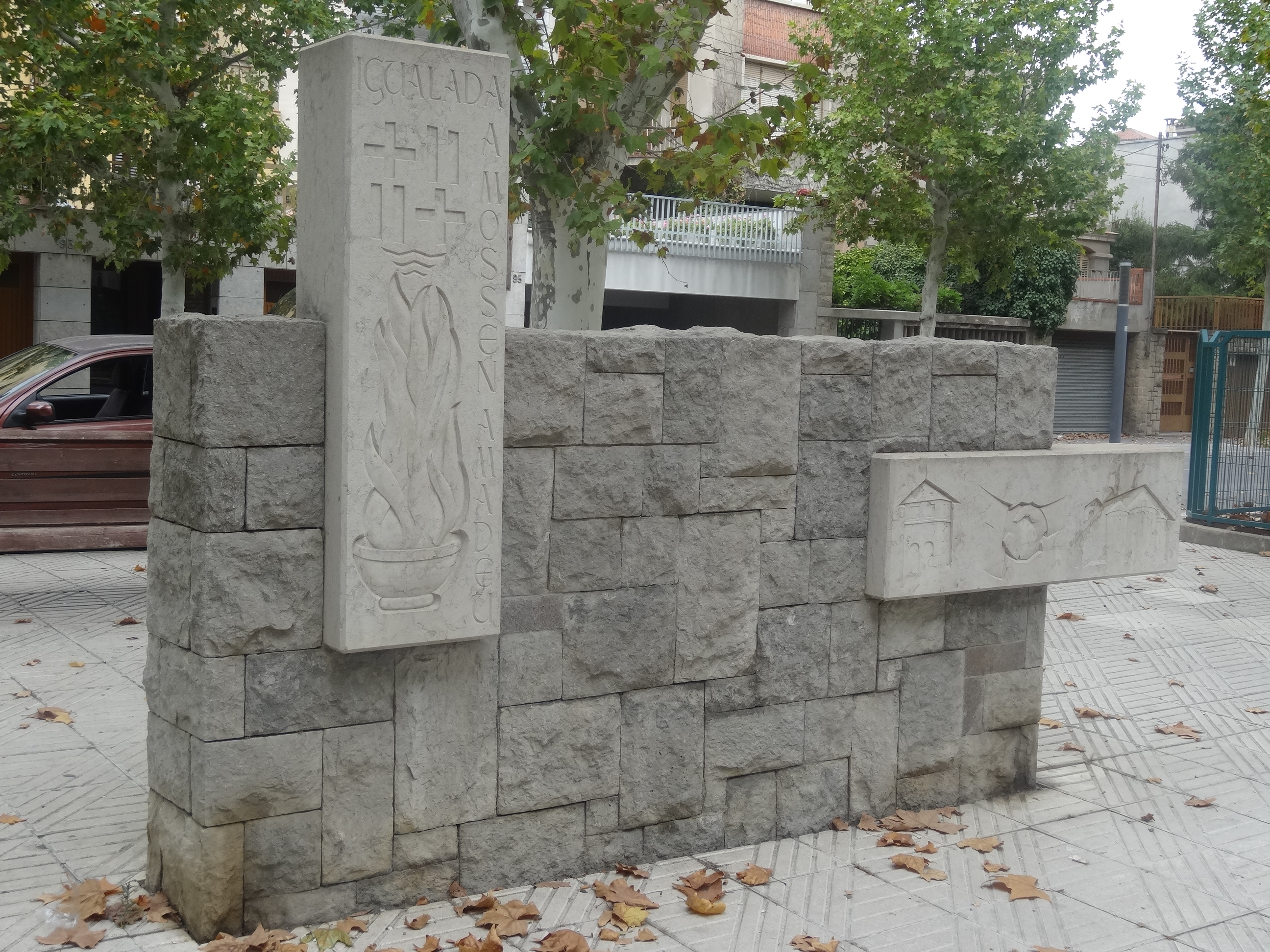
Monument a Mossèn Amadeu, al Passeig Verdaguer, Igualada.

De petit tingué a Josep Estruch i Bertran com a mestre, i estudià a les Escoles Pies d'Igualada. Ingressà al seminari de Vic i va ser ordenat sacerdot el 23 de setembre de 1899 al monestir de Ripoll. Fins al 1903 fou vicari de la parròquia de Santa Margarida de Montbui, dient missa tots els diumenges a Santa Maria de la Tossa. Durant aquest període va escriure Notes històriques del castell i poble de Montbui, obra premiada en els Jocs Florals del Centre Moral Instructiu de Sant Josep de 1904. El 1904 anà de vicari a Balsareny.
El 1905 fou traslladat a la comunitat de preveres de Santa Maria d'Igualada, on ingressà definitivament el 1911, després d'un breu període com ecònom de Sant Martí de Tous. Fou confessor i director espiritual de Clemència Riba i Mestres (1895-1936), escolàpia igualadina assassinada el 1936 i beatificada l'any 2001. Durant la Guerra Civil el mossèn Amenós va mantenir la tradició ininterrompuda de beneir els Tres Tombs organitzats pel Gremi de Traginers d'Igualada.
El 1939 fou nomenat ecònom-arxipreste de Santa Maria d'Igualada. Després de la guerra va restablir l'ofrena del Ciri Votiu a la Mare de Déu de Montserrat i va supervisar la restauració de l'església de Santa Maria, i del seu retaule, amb un fons de 100,000 pessetes procedent del llegat de l'industrial Artur Garcia Fossas. Va inaugurar l'Asil del Sant Crist i va obtenir el títol de Santuari de la Pietat per a l'església de la Mare de Déu de la Pietat, adjacent al convent de Sant Agustí. Amb el mestre Joan Just fundà la Schola Cantorum el 1942. Formà part del Patronat de la Tossa de Montbui.
Va ser president del Centre d'Estudis Comarcals d'Igualada des de la seva fundació el 1947 fins al 1963. El 1947 fou nomenat canonge de Vic. Va sol·licitar al Vaticà el títol de basílica per a Santa Maria d'Igualada, que finalment s'obtingué el 18 de gener de 1949. L'any 1950 va reinaugurar el Pedró Igualadí, una columna d'un metre i mig d'alçada amb una inscripció, situat a Sant Magí de Brufaganya, indret on els igualadins van a recollir la seva aigua miraculosa.
Va col·laborar amb diversos periòdics i setmanaris i estudià a fons els arxius parroquials de Santa Maria i d'altres pobles de l'Anoia. Va interessar-se per l'arqueologia, i fou un dels primers a veure la vàlua de l'església romànica de Santa Maria de la Tossa. Va escriure el Salpàs de la Parròquia de Santa Marguerida de Montbui, on descriu el salpàs, ritual catòlic comú entre la pagesia catalana que solia fer-se per Setmana Santa i consistia en la benedicció de cases, bestiar, estables i collites, mitjançant aigua beneita i sal.

## Obres

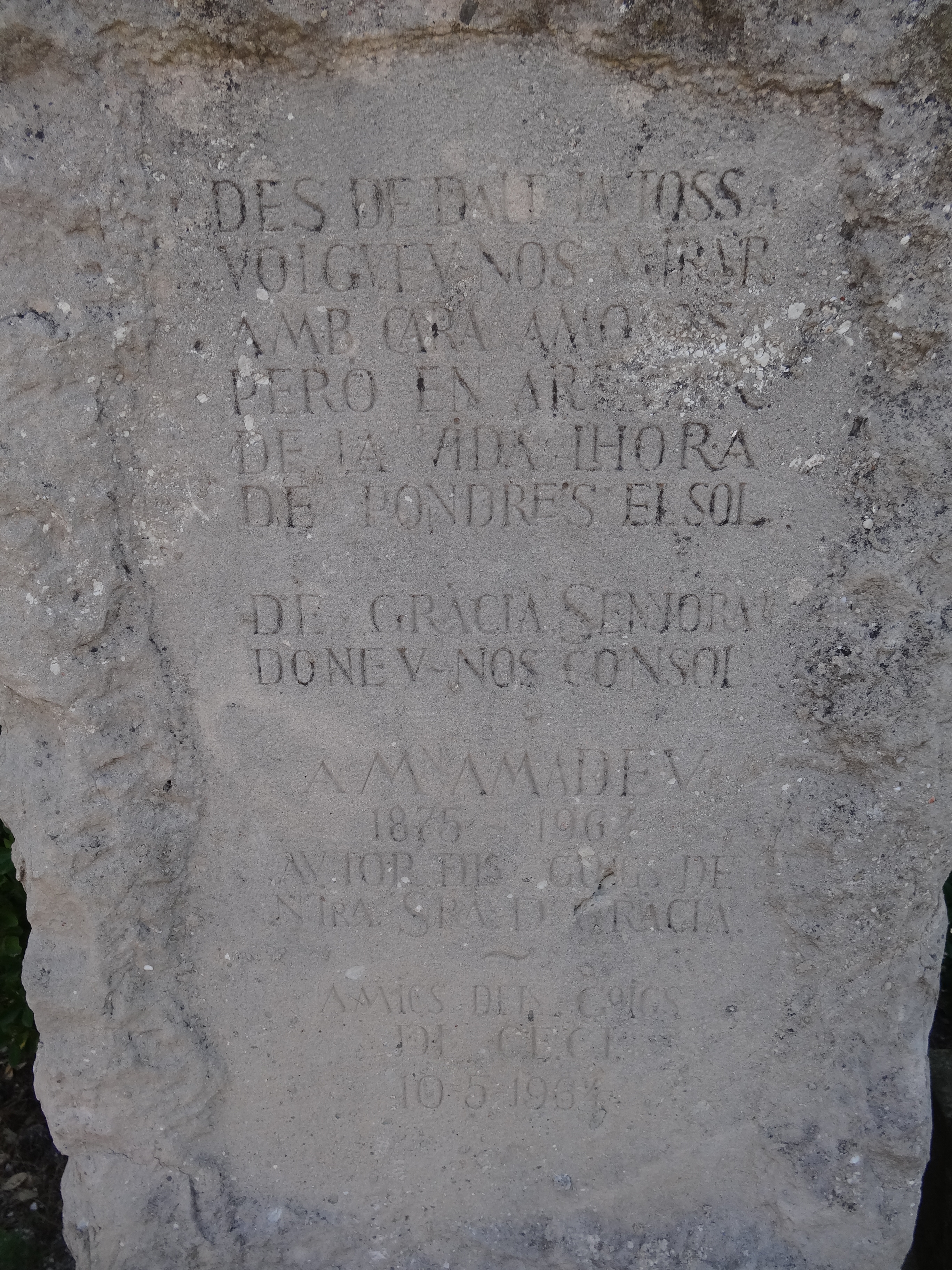
Placa a la Tossa de Montbui: A Mossèn Amadeu, autor dels Goigs de la Mare de Déu de Gràcia. Amics dels Goigs del Centre d'Estudis Comarcals d'Igualada.

- Notes històriques del castell i poble de Montbui (1903)
- Notes folklòriques d'Igualada i la Conca d'Òdena (1908)
- Breu historial de la comunitat de preveres de Santa Maria (1927)
- Aplec de Llegendes de la comarca igualadina (1928), premi Institució Patxot, coautor amb Gabriel Castellà i Raich
- Un obispo igualadino: Francisco Robuster y Sala (1944), relatiu a Francesc Robuster i Sala
- El beato Padre Claret, tejedor y apostol, patrono del Arte Textil (1944)
- Rectorologio de Santa Maria de Igualada (1949)
- Goigs de la Mare de Déu de Gràcia que es venera en sa antiquíssima capella de la Tossa de Montbui
- El Doctor Montaner (1836-1890) (1957), amb Antoni Carner
- Etimologia dels pobles de la comarca d'Igualada (1957)
- Tradicions de la comarca referents a la Moreneta (1958)[1]
- El rector de Vallfogona i el seu eixerit escolanet (1959)[7]

## Distincions
- Medalla d'or de la ciutat (1947)
- Fill predilecte de la Ciutat d'Igualada (setembre de 1949)
- Monument al pare Amadeu Amenós, Igualada, obra de l'escultor Josep Maria Codina Corona
- A Vilanova del Camí hi ha un carrer amb el seu nom